# José Ramón Pérez Bances
José Ramón Pérez Bances (Oviedo c.1880 - Madrid, 27 de marzo de 1933) fue un escritor, traductor, abogado, periodista y profesor asturiano.
Estudió derecho en la Universidad de Oviedo, luego se traslada a Madrid, donde se doctora en la Universidad Central. Se destacó en la traducción desde el alemán al español de varios autores importantes como Henrik Ibsen, Georg Simmel, Walther Rathenau y Paul Ludwig Landsberg, entre otros. Fue colaborador de la Revista de Occidente.